# Puente del VIII Centenario
El puente del VIII Centenario, inicialmente llamado puente de  la Universidad, es un puente que cruza el río Tormes a su paso por Salamanca (Castilla y León, España). Fue construido en el año 1998. En enero de 2019 cambió su denominación a la actual en conmemoración del VIII centenario de la universidad de Salamanca, celebrado en 2018.
Es uno de los seis puentes que enlazan el núcleo salmantino de la ciudad de la margen izquierda con el área urbana a comienzos del siglo XXI, el puente de la Universidad comunica específicamente el barrio de Chamberí (margen derecha) con los barrios de Platina y Hospital (margen izquierda), en las inmediaciones del Campus Miguel de Unamuno de la universidad de Salamanca.
Cruza el parque de Huerta Otea al llegar a la margen izquierda. El puente tiene 4 carriles de circulación de automóviles (2 en cada sentido), una acera a la derecha de los carriles y un carril bici a la izquierda.